# Harold Augustus Wernher, 3. baronet
Sir Harold Augustus Wernher, 3. baronet GCVO, TD, britanski general, * 16. januar 1893, † 30. junij 1973.
Naziv baroneta Wernherja (iz Luton Hooja, Bedfordshire) je nasledil po smrti svojega brata Derricka Wernherja, ki je umrl brez potomcev. Ko je umrl Harold leta 1973 brez moških potomcev, je z njim izumrl tudi plemiški naziv.